# Миядзаки, Ясудзи
Ясудзи Миядзаки (яп. 宮崎 康二 Ясудзи Миядзаки, 15 октября 1916, Косай, Сидзуока — 30 декабря 1989) — японский пловец, олимпийский чемпион.
Ясудзи Миядзаки родился в 1916 году в городе Косай префектуры Сидзуока.
В 1932 году в 15-летнем возрасте Ясудзи Миядзаки вошёл в японскую олимпийскую сборную по плаванию. На Олимпийских играх в Лос-Анджелесе он в полуфинале на дистанции 100 м вольным стилем побил предыдущий олимпийский рекорд, установленный американским чемпионом Джонни Вайсмюллером, а в финале завоевал золотую медаль. На следующий день он завоевал золотую медаль в эстафете 4×200 м вольным стилем, установив при этом новый мировой рекорд.
По возвращении в Японию Ясудзи Миядзаки завершил спортивную карьеру и поступил в Университет Кэйо.